# Jammerbugt Provsti
Jammerbugt Provsti er et provsti i Aalborg Stift.  Provstiet ligger i Jammerbugt Kommune.
Jammerbugt Provsti består af 28 sogne med 31 kirker, fordelt på 14 pastorater.

## Pastorater
| Pastorater i Jammerbugt Provsti        | Pastorater i Jammerbugt Provsti | Pastorater i Jammerbugt Provsti      |
| -------------------------------------- | ------------------------------- | ------------------------------------ |
| Aaby Pastorat                          | Biersted-Gjøl Pastorat          | Brovst Pastorat                      |
| Haverslev-Skræm-Bejstrup Pastorat      | Hune Pastorat                   | Ingstrup-Vester Hjermitslev Pastorat |
| Jetsmark Pastorat                      | Kettrup-Gøttrup Pastorat        | Klim-Vester Torup-Vust Pastorat      |
| Kollerup-Fjerritslev-Hjortdal Pastorat | Midt-Hanherred Pastorat         | Øland-Langeslund Pastorat            |
| Saltum-Alstrup Pastorat                | Vedsted Pastorat                |                                      |

## Sogne
| Sogne i Jammerbugt Provsti | Sogne i Jammerbugt Provsti | Sogne i Jammerbugt Provsti |
| -------------------------- | -------------------------- | -------------------------- |
| Alstrup Sogn               | Bejstrup Sogn              | Biersted Sogn              |
| Brovst Sogn                | Gjøl Sogn                  | Gøttrup Sogn               |
| Haverslev Sogn             | Hjortdal Sogn              | Hune Sogn                  |
| Ingstrup Sogn              | Jetsmark Sogn              | Kettrup Sogn               |
| Klim Sogn                  | Koldmose Sogn              | Kollerup-Fjerritslev Sogn  |
| Langeslund Sogn            | Lerup Sogn                 | Saltum Sogn                |
| Skræm Sogn                 | Torslev Sogn               | Tranum Sogn                |
| Vedsted Sogn               | Vester Hjermitslev Sogn    | Vester Torup Sogn          |
| Vust Sogn                  | Øland Sogn                 | Øster Svenstrup Sogn       |
| Aaby Sogn                  |                            |                            |